# Idioma akateko
El idioma akateko (también escrito como acateco) o kuti' (conocido en La Trinitaria, Chiapas como q'anub'al) es una lengua mayense hablada por la población de la etnia akateka en el sur de México, principalmente en el estado de Chiapas y en menor medida en Campeche y Quintana Roo, así como en el departamento de Huehuetenango, Guatemala en el municipio de San Miguel Acatán, lugar donde se localizan la mayoría de sus hablantes. Las lenguas más cercanas al akateko son el q'anjob'al y el jakalteko.
Su núcleo original son los municipios de San Miguel Acatán y San Rafael La Independencia, 3 aldeas de Concepción, la Número 1 de habla akateka es Yatolop, y los demás ya están mezclados con otras culturas, dos aldeas de Nentón y San Sebastián Coatán (Hom) del distrito de Huehuetenango, en las montañas occidentales de Guatemala. Gracias a la migración posee minorías en Estados Unidos (principalmente en Los Ángeles, California).

## Denominaciones
Por lo general el idioma acateco, posee varios nombres que de un momento complican la ubicación y clasificación espacial y temporal, pero por otro, ayudan de acuerdo a la diversidad de nomenclaturas usadas por las diferentes instituciones académicas dedicadas al estudio de los idiomas. Los nombres más aceptados son el propio Acateco (en alusión al municipio núcleo San Miguel Acatán), Conob, Kanjobal Occidental (en referencia a la situación geográfica y a que fue considerado un dialecto del idioma kanjobal) y San Miguel Acatán Kanjobal. 
El siguiente es un cuadro comparativo donde se establecen contrastes entre las principales asociaciones de estudio lingüísticas. Las palomitas en verde () indican que la institución reconoce este nombre alternativo; las cruces rojas () indican que la institución no lo reconoce.
| Nombre/Es reconocido por...   | SIL | Ethnologue | Global Recordings Network | Joshua Project | Proyecto Rosetta | The Linguist List |
| ----------------------------- | --- | ---------- | ------------------------- | -------------- | ---------------- | ----------------- |
| Acateco Kanjobal              |     |            |                           |                |                  |                   |
| Conob                         |     |            |                           |                |                  |                   |
| Kanjobal                      |     |            |                           |                |                  |                   |
| Kanjobal de San Miguel Acatán |     |            |                           |                |                  |                   |
| Kanjobal, San Miguel Acatán   |     |            |                           |                |                  |                   |
| Kanjobal Occidental           |     |            |                           |                |                  |                   |
| Kanjobal, Occidental          |     |            |                           |                |                  |                   |
| Nenton Kanjlobal              |     |            |                           |                |                  |                   |
| Q'anjob'al Occidental         |     |            |                           |                |                  |                   |
| San Miguel Acatán             |     |            |                           |                |                  |                   |
| San Miguel Acatán Kanjobal    |     |            |                           |                |                  |                   |
| S Miguel Acatán Kanjobal      |     |            |                           |                |                  |                   |

## Clasificación y familia lingüística
En los idiomas mayas de Guatemala y México existen diferentes divisiones de acuerdo a los criterios de los distintos especialistas. Tales discrepancias complican el estudio de la familia lingüística maya y analizar sus características generales. A continuación se presentan los diversos estudios que se han realizado sobre este idioma.

### Conocimientos previos
Antes de su reconocimiento como idioma, a los hablantes se les denominaba kanjobal Migueleño, pero en 1971, estudiantes lingüísticos descubrieron que posee una estructura gramatical distinta (fonológica, morfológica, sintáctica y léxica) al kanjobal. 

### Terrance Kaufman, Thomas Smith-Stark y Lyle Campbell
El lingüista Terrence Kaufman conjuntamente con Thomas C. Smith Stark destacó en sus estudios lingüísticos que la separación entre el acateko y el jacalteco como lenguas independientes se originó hace 1,500 años.
Adicionalmente según estudios en conjunto con Lyle Campbell, Kaufman, ha desglosado el tronco lingüístico de la siguiente manera:
MAYA (32)
- Occidental (13)

TZELTAL MAYOR (6)
Q'ANJOB'AL MAYOR (7)
Q'anjob'alano (5)
Q'anjob'al (3)
Q'anjob'al
Akateco
Jakalteko
Motozintleco (2)
Chujano (2)

### Lucía T. Varona
Según afirma Lucía T. Varona, hace mil o quinientos años del Q´anjob´al se dividieron el Akateko, el Popti´ (jakalteko) y el Q´anjob´al; del Tezeltal y Tzeltal y el Tzotzil, del Ch´ol se separaron del Chórti, el Ch´olti, el Ch´ol y el Chotal (todos ubicados en México, menos el Ch´orti´).

### SIL Internacional y Ethnologue
Según los estudios de la SIL y Ethnologue, el acateco pertenece a la subfamilia Kanjobalana-Chujeana, esta familia se desglosa así: 
MAYA
Kanjobalano-Chujeano
Chujeano 
Chuj, dialecto San Sebastián Coatán [cac] (Guatemala)
Chuj, dialecto Ixtatán [cnm] (Guatemala)
Tojolabal [toj] (México)
Kanjobalano
Kanjobal-Jacalteco
Jakalteko, Occidental [jac] (Guatemala)
Jakalteko, Oriental [jai] (Guatemala)
Q'anjob'al, Occidental [kjb] (Guatemala)
Akateko [knj] (Guatemala)
Mocho 
Mocho [mhc] (México)

### Estudios de la Universidad de San Carlos de Guatemala
A continuación se presenta una historia gráfica (según estudios modernos de la Universidad de San Carlos de Guatemala) de la historia lingüística del acateco:
Proto maya (hace 4100 años).
Kanjobalano-chujeano (hace 2100 años).
Chujeano (hace 1600 o 1500 años).
Kanjobal (hace 1600 o 1500 años).
Kanjobal (hace 700 años).
Acateco (hace 700 años).
Poptí (Jacalteco) (hace 700 años).

### Roberto Zavala Maldonado
Uno de los estudios más completos es Acateco de la Frontera Sur de Roberto Zavala Maldonado, en conjunto con Colette Craig de la Universidad de Oregón, se le reconoce como una lengua que pertenece a la subfamilia kanjobaleana junto con el jacalteco y el kanjobal. 
También reconocen que la clasificación interna de esta subfamilia ha sido un tema de debate desde los años setenta cuando se propuso que los dialectos de San Rafael la Independencia y de San Miguel Acatán formaban una unidad lingüística distinta del kanjobal hablado en el occidente. Existe una cierta inteligibilidad entre los pueblos vecinos de esta área pues es una cadena de dialectos de oriente a occidente donde el acateco es el eslabón intermedio entre el jacalteco y el kanjobal.
La obra Acateco de la Frontera Sur es un volumen del Archivo de Lenguas Indígenas, valioso puesto que en él se da cuenta de las distintas características tipológicas manifestadas en el tronco maya.

## Fonología
Existen muchas particularidades del acateco, que lo hacen notar con respecto a los idiomas vecinos y al tronco maya en general como la presencia de una serie de consonantes retroflejas típicas de las lenguas kanjobaleanas (véanse por ejemplo las palabras ʔišim "maíz", ʔiš "mujer" o 'waš "bueno"). A diferencia del jacalteco, en el acateco no se da la nasal velar que es fonémica en el primer idioma (JAC: nhah, ACA: na: "casa"; JAC: onh, ACA: ʔon "aguacate"). Las vocales largas del acateco no existen en ninguna otra lengua kanjobaleana (cf. los contrastes entre pat "rancho" y paːt "tortilla"). A diferencia del kanjobal, el acateco no tiene el fonema /q/.

### Vocales
| Cortas | Largas con tono bajo |
| ------ | -------------------- |
| [a]    | [aː]                 |
| [e]    | [eː]                 |
| [i]    | [iː]                 |
| [o]    | [oː]                 |
| [u]    | [uː]                 |

### Consonantes
|                        | Bilabial | Alveolar | Postalveolar | Retrofleja | Palatal | Velar | Uvular | Glotal |
| ---------------------- | -------- | -------- | ------------ | ---------- | ------- | ----- | ------ | ------ |
| Nasales                | m        | n        |              |            |         |       |        |        |
| Oclusivas              | p        | t tʼ     |              |            |         | k kʼ  | qʼ     | ʔ      |
| Implosivas             | ɓ        |          |              |            |         |       |        |        |
| Fricativas             |          | s        | ʃ            | ʂ          |         | x     |        |        |
| Africadas              |          | t͡s t͡sʼ   | t͡ʃ t͡ʃʼ       | ʈ͡ʂ ʈ͡ʂʼ     |         |       |        |        |
| Aproximantes           | β̞        |          |              |            | j       |       |        |        |
| Vibrantes              |          | ɾ        |              |            |         |       |        |        |
| Laterales aproximantes |          | l        |              |            |         |       |        |        |

- Las oclusivas sonoras /p/ y /k/ tienen dos alófonos posicionales: se pronuncian [p] y [k] en posición inicial y media, y se transforman en los fonemas aspirados [ph] y [kh] en posición final. La oclusiva sonora /t/ también tiene un alófono plano, [t], y otro aspirado, [th], pero en este caso, el primero ocurre en posición inicial o entre vocales y el segundo, antes de consonantes oclusivas .
- Las consonantes eyectivas son fonemas separados de sus variantes simples.
- La implosiva bilabial sonora /ɓ/ se ensordece [ɓ̥] en posición final.
- La fricativa velar sorda /x/ se pronuncia como una fricativa glotal sorda [h] en posición inicial.
- La nasal alveolar sonora /n/ se pronuncia como nasal bilabial [m] ante /p/ y /ɓ/ y como nasal velar [ŋ] ante consonantes velares y postvelares.
- La aproximante bilabial sonora /β̞/ es pronunciada como una fricativa bilabial sonora [β] por hablantes jóvenes.
- La oclusiva uvular glotalizada /qʼ/ es realizada por algunos hablantes en forma oclusiva velar glotalizada /kʼ/ cuando se halla en posición inicial y media. Además, también puede ocurrir que en posición media y final, se neutralice con la glotal o con la oclusión glotal /ʔ/ con /kʼ/.
- En la proximidad de /ʔ/ o de otra consonante glotalizada, las vocales tienden a sufrir laringalización.

## Gramática

### Sistema de categorización léxica
Uno de los rasgos típicos de la subfamilia kanjobaleana y que se manifiesta de manera amplia en el acateco es el sistema de categorización léxica. La lengua tiene tres paradigmas de morfemas clasificatorios, dos de ellos en el sintagma cuantitativo y otro en el sintagma nominal individuativo. Los clasificadores nominales aparecen en sintagmas nominales precediendo al núcleo o son sustitutos de sintagmas nominales, es decir, funcionan como pronombres de tercera persona. Ésta es una de las características sintácticas de mayor interés en esta subfamilia. 
El uso anafórico de los clasificadores nominales es evidente en la narración inicial donde se recupera al referente recurriendo continuamente al clasificador nax "masculino" para mantener a los protagonistas constantemente identificados a lo largo del discurso. El sistema de clasificadores nominales de estas lenguas se diferencia de los sistemas de género y clases nominales, entre otras cosas, porque permiten establecer especificaciones semánticas que etimológicamente son aún transparentes. 
El ejemplo (8) da cuenta de las posibilidades para categorizar a un sintagma nominal que tiene como referencia a un ser humano: nax "hombre", ʔiš "mujer", k´o "humano conocido", yab´ "humano apreciado". También existen clasificadores para animales, plantas y productos de madera: noʔ "animal" (8), ʔan "plantas" (17), teʔ "madera" (1).
La lengua también tiene clasificadores numerales, tal como se ve ejemplificado en kaneb´ "cuatro inanimado", kank´on "cuatro animales", kanwan "cuatro humanos" (140 en el léxico).

### Gramaticalización de la noción de espacio
Ésta es una característica de interés tipológico y constante en la familia maya, que en la subfamilia kanjobaleana se manifiesta por medio de un sistema de morfemas direccionales que aparecen como enclíticos de las bases predicativas. Este paradigma de morfemas no codifica meramente la noción de movimiento y dirección sino que señala la trayectoria entre dos puntos del espacio. Esta propiedad se refleja claramente en los ejemplos con verbos estativos como el existencial ʔey "existir" que aparece con diversos direccionales: ʔey=ʔok "existe para adentro"; ʔey=tox "existe hacia allá". Es típico de esta subfamilia la posibilidad de combinar en una cadena sintagmática varios direccionales como en el ejemplo: ʔeːl=toj "existe de adentro hacia afuera". 

## Distribución y límites lingüísticos

### Guatemala
Con una cobertura geográfica de 114 km², la comunidad acateca ocupa parte del territorio del departamento de Huehuetenango en la comunidad noroccidental de Guatemala. Al norte colinda con San Sebastián Coatán, Nentón y Santa Eulalia; al sur, con San Juan Ixcoy, Soloma y Santa Eulalia y al oeste, con Jacaltenango. Se ubica en la sierra de los Cuchumatanes.
La comunidad acateca se encuentra rodeada por pueblos que hablan distintos idiomas, pero relacionados entre sí: al norte se encuentran las comunidades Popti' y Chuj; al sur y al oeste, la comunidad Popti' y un área de hablantes de español; y al este la comunidad Q'anjob'al.
En el departamento de Huehuetenango, se habla en los siguientes municipios y aldeas: San Rafael La Independencia, San Miguel Acatán y la aldea Jo'om de San Sebastián Coatán.

### México
Según Roberto Zavala Maldonado, el acateco de la frontera sur es una lengua de la familia kanjobaleana muy cercana al kanjobal hablada también en el municipio guatemalteco de Barillas. En México se ubica en los ejidos de Cuauhtémoc, Benito Juárez y Lago Escondido, todos en el municipio de Las Margaritas en Chiapas. Los acatecos mexicanos son descendientes de inmigrantes guatemaltecos provenientes de los municipios de San Miguel Acatán y San Rafael La Independencia. También hay escasas minorías en Quintana Roo.

## Vocabulario
Cómo decir "Hola":
- Tet shi'

Cómo decir "¿Cómo estas?:
- Watx' mi ja Kul?

Cómo responder al anterior:
- Watx'

Cómo decir "Adiós":
- Xawil hab'aa
- Qil xin

Cómo decir "¿Cuál es tu nombre?:
- Tzet hab'i?

Cómo decir "Mi nombre es...":
- Hi pi'han ha...

Cómo decir "Sí":
- Haa'

Cómo decir "No":
- K'amaj
- K'am

Cómo decir "Te quiero":
- Chach wochejan

Números
- 1: Jun
- 2: Kaab’
- 3; Oxeb'
- 4; Kane'b’
- 5; Joeb’

## Escritura
Para escribir este idioma, se necesitan 36 grafemas. Las minorías estadounidenses utilizan la lengua tanto en forma oral como escrita. Según datos de Joshua Project, en 1981, se escribieron porciones de la Biblia y el Nuevo Testamento. En 1974 José Juan Andrés, nativo de San Miguel Acatán escribió Wakax Kan y otros textos acatecos (con sus respectivas traducciones al español) utilizando el alfabeto práctico del Proyecto Lingüístico Francisco Marroquín.